# Los Corrales
Pour les articles homonymes, voir Corrales.
Los Corrales est une commune située dans la province de Séville de la communauté autonome d’Andalousie en Espagne.

## Géographie

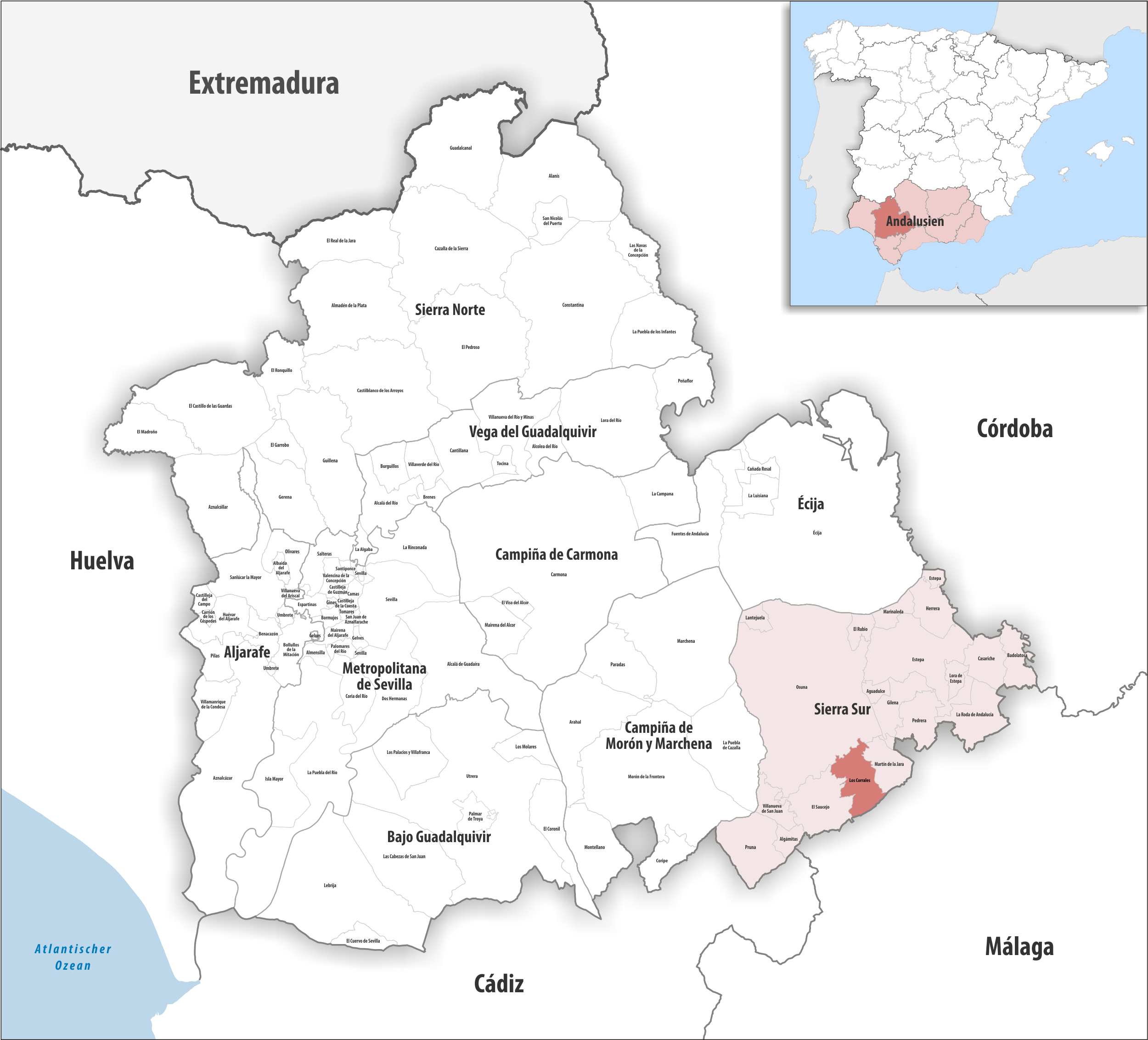
Los Corrales dans la comarque Sierra sud de Séville, province de Séville / en Andalousie

### Localisation
La commune de Los Corrales est dans l'est de la province de Séville, dans le sud de la comarque Sierra sud de Séville ; elle jouxte trois communes de la province de Malaga au sud.
Séville est à 109 km ouest ; Madrid à 500 km nord ; Gibraltar à 176 km sud (distances par route).

### Communes voisines
Almargen, Teba et Campillos sont dans la comarque de Guadalteba, province de Malaga au sud.
Los Corrales jouxte Teba uniquement par un quadripoint.

## Histoire
La ligne de train de Santander à Los Corrales est achevée en 1858 ; James Livesey y travaille comme ingénieur.

## Administration
| Période                                  | Période | Identité | Étiquette | Qualité |
| ---------------------------------------- | ------- | -------- | --------- | ------- |
| N/A                                      | N/A     | N/A      | N/A       | Maire   |
| Les données manquantes sont à compléter. |         |          |           |         |